# Kanton Bouillante
Der Kanton Bouillante war ein französischer Wahlkreis im Übersee-Département Guadeloupe. Er umfasste einzig die Gemeinde Bouillante.